# Théâtre-musée Dalí
 (juillet 2025).
Si vous disposez d'ouvrages ou d'articles de référence ou si vous connaissez des sites web de qualité traitant du thème abordé ici, merci de compléter l'article en donnant les références utiles à sa vérifiabilité et en les liant à la section « Notes et références ».
Le théâtre-musée Dalí (Teatre-museu Dalí en catalan) est consacré à l'artiste Salvador Dalí, situé dans la ville catalane de Figueres en Espagne.
Inauguré en 1974, il est construit sur les restes de l’ancien théâtre municipal détruit à la fin de la guerre civile. Il offre un large éventail d’œuvres qui décrivent la trajectoire artistique de Salvador Dalí i Domènech (1904-1989), depuis ses premières expériences artistiques et ses créations s’inscrivant dans le surréalisme, jusqu’aux œuvres des dernières années de sa vie.

## Histoire du musée

### Conception du musée
L'idée du musée est donnée par Ramon Guardiola Rovina, avocat amateur d'art. Devenu maire de Figueras en 1960, il est gêné de voir que la ville n'a rien fait pour le fils de la ville. Il propose à Dalí le projet de la rénovation du théâtre. Ce dernier refuse de seulement le rénover et impose de le reconstruire entièrement sous ses ordres pour en faire un musée pour ses œuvres.

### Construction du musée
La réalisation du projet nécessite beaucoup de temps. Des voisins ne veulent pas du musée dans le quartier, sans compter les problèmes financiers. Finalement, le 26 juin 1970, le gouvernement approuve le projet et les travaux commencent le 13 octobre. L'inauguration officielle a lieu le 28 octobre 1974.

### Un succès immédiat
Dès l'inauguration, le Théâtre-musée Dalí est très apprécié du public et devient le deuxième musée le plus visité en Espagne après le musée du Prado de Madrid.
Dalí choisit ce théâtre pour trois raisons : la première, parce qu'il est un peintre éminemment théâtral ; la deuxième, car ce théâtre se trouve juste devant l'église où il a été baptisé et la troisième, parce que c'est dans la salle du vestibule du théâtre que s'est tenue sa première exposition de peinture.
Le théâtre-musée Dalí reçoit la croix de Saint-Georges, distinction décernée par la Généralité de Catalogne, en 1997.

## Un musée multi face

### La collection principale
Quelques-unes des œuvres les plus remarquables exposées au musée sont : Port Alguer (1924), Le Spectre du sex-appeal (1932), Autoportrait mou avec des lardons grillés (1941), Poésie d’Amérique-Les athlètes cosmiques (1943), Galarina (1944-1945), La Corbeille de pain (1945), Leda atomica (1949) et Galatée aux sphères (1952).
Une partie des œuvres a été spécialement réalisée par l’artiste pour le théâtre-musée, comme la salle Mae West, installée avec l'architecte catalan Òscar Tusquets, la salle Palais du Vent, le monument à Francesc Pujols et la Cadillac pluvieuse. De plus, sont exposées des œuvres d’autres artistes que Dalí a voulu inclure dans le musée comme El Greco, Marià Fortuny, Modest Urgell, Ernest Meissonier, Marcel Duchamp, Wolf Vostell, Antoni Pitxot et Evarist Vallès i Rovira (ca), entre autres.
Le théâtre-musée Dalí a été conçu par Salvador Dalí comme une œuvre d'art à part entière. Tout y a été réalisé et dessiné par l’artiste afin d’offrir au visiteur une véritable expérience par laquelle il pénètre dans un monde captivant et unique.
La combinaison d'images, sculptures, meubles, décorations et toutes sortes de curiosités fait que dans beaucoup de salles les murs et les plafonds sont complètement couverts d'énormes peintures : certaines sont des compositions originales, tandis que d'autres sont des agrandissements de peintures célèbres.

### L'espace Dali-bijoux
La collection de bijoux présentée au musée est le résultat de l'ambition et de l'excentricité de Dali, maestro de l'orfèvrerie.
Il utilise platine, diamants, rubis, saphir, topaze, quartz, émeraude et autres pierres précieuses, perles, corail et métaux nobles.

### Le tombeau du maître

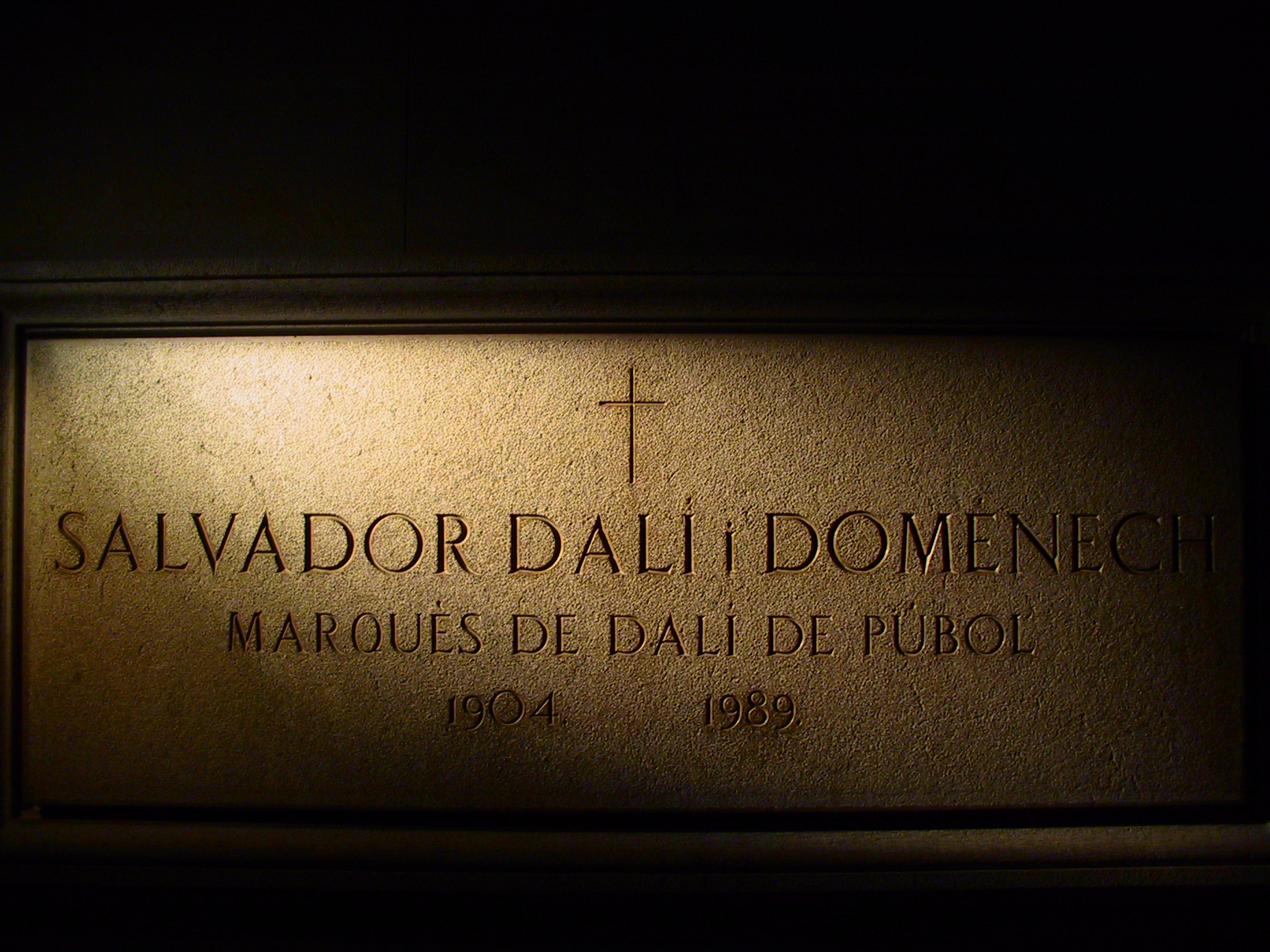
La pierre tombale de Salvador Dalí.

Contre sa volonté (il voulait être enterré dans le château de Pubol aux côtés de Gala), Dali est inhumé dans son théâtre-musée le 25 janvier 1989, deux jours après sa mort. Son corps embaumé repose sous le dôme, au milieu du musée, plus précisément à l’emplacement de l’ancienne scène du théâtre.
Sur la pierre tombale, il est inscrit :
L’exhumation de Salvador Dali
Salvador Dalí a été exhumé le 20 juillet 2017 pour un test de paternité : Pilar Abel prétendait être sa fille. Il a fallu quatre heures pour le sortir de la crypte. Il a été transporté au funérarium de Madrid. Le test s'est révélé négatif.
Salvador Dalí, après sa mort, a été parfaitement embaumé et, lors de son exhumation, on a constaté que le corps était intact, avec même encore sa moustache de 10 h 10.

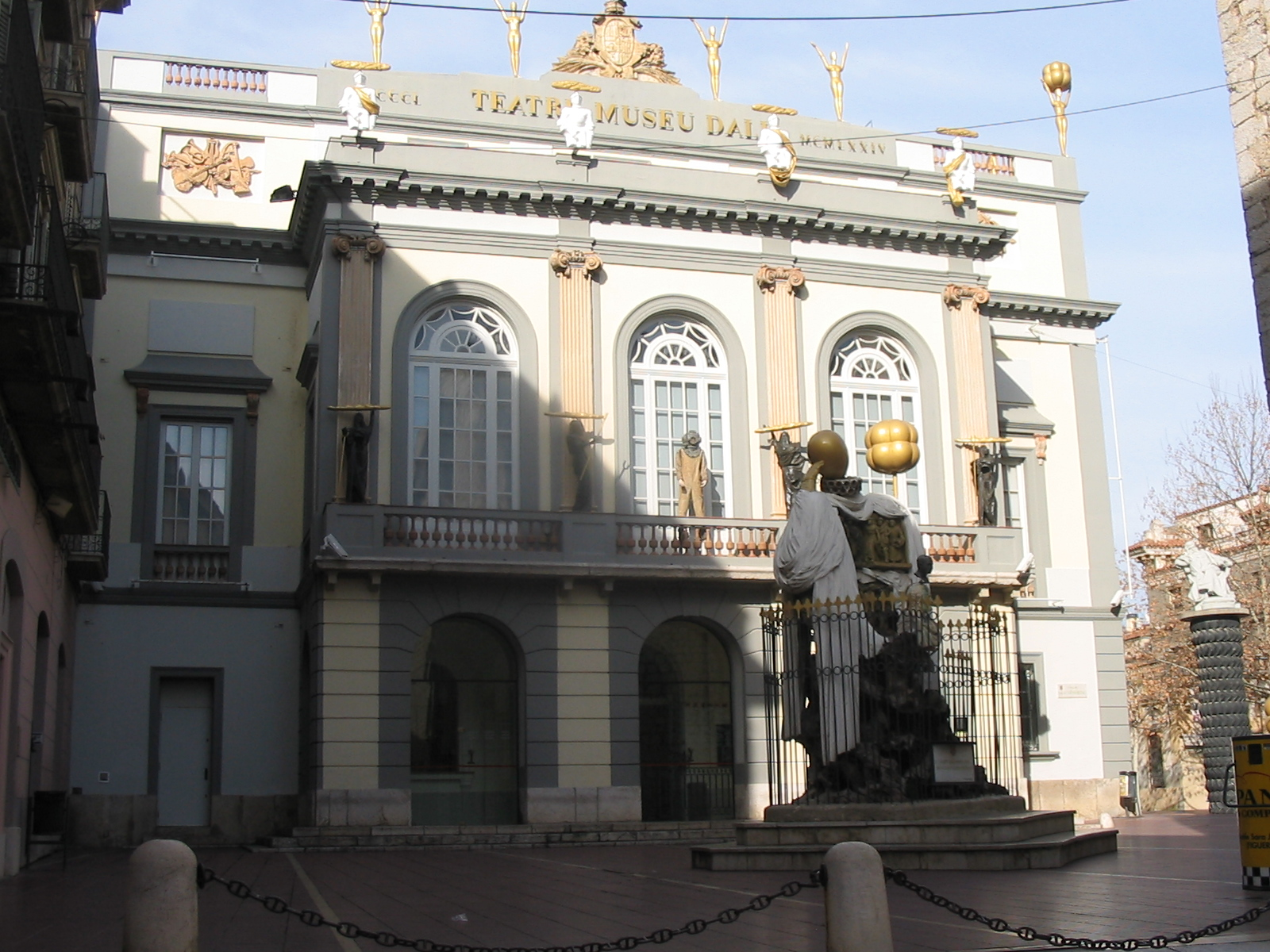
La façade de l'ancien théâtre, entrée du musée.

## Galerie

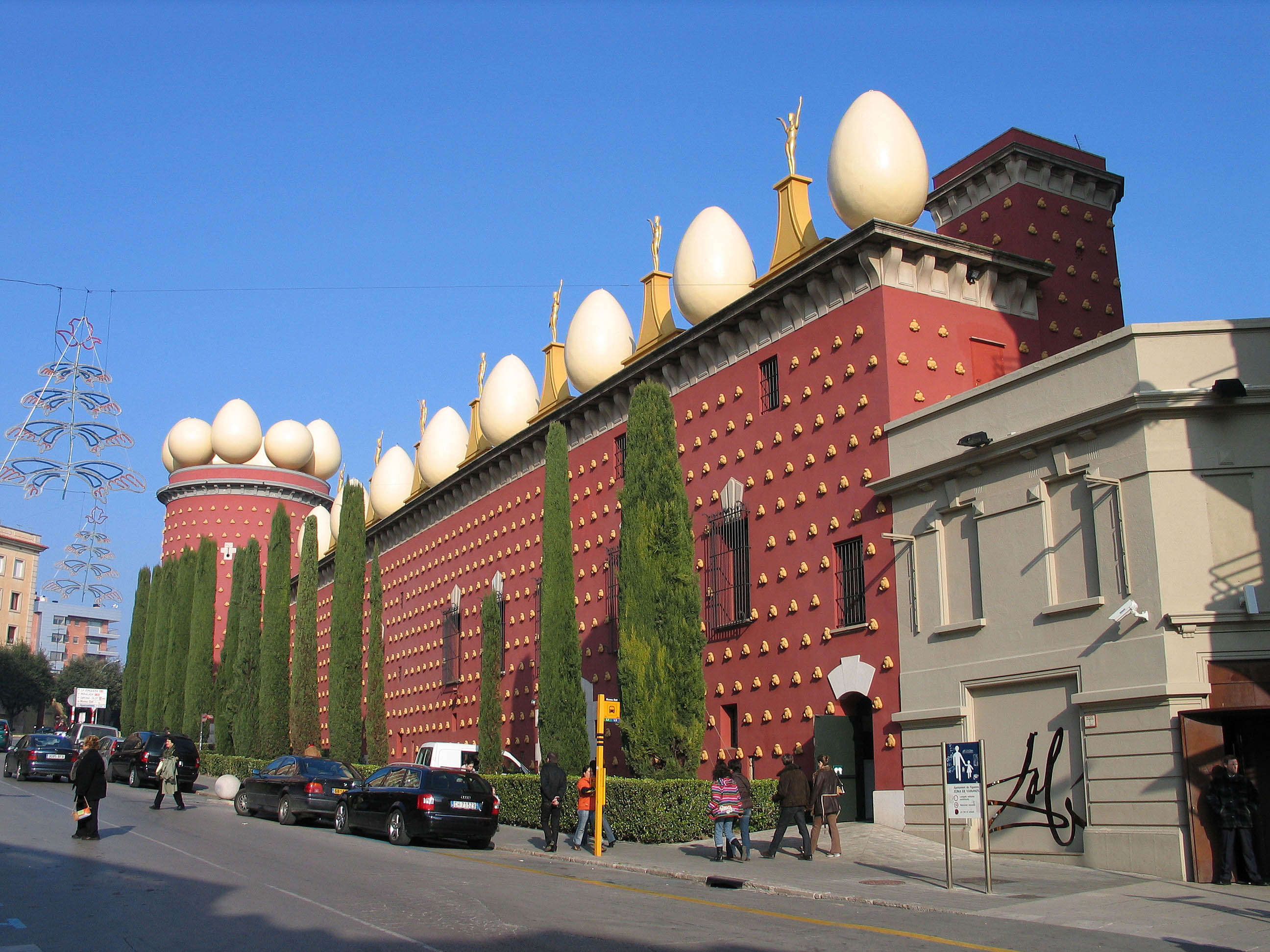
Aspect de la façade.

## Le musée aujourd'hui
En 2013, le musée a enregistré une affluence de 1 333 430 visiteurs, ce qui le situe au 40e rang des musées les plus visités du monde et au 3e rang des plus visités d'Espagne. Le musée est géré par la Fundacion Gala-Salvador Dali.